# 7430 Kogure
7430 Kogure eller 1993 BV2 är en asteroid i huvudbältet som upptäcktes den 23 januari 1993 av de båda japanska astronomerna Kazuro Watanabe och Kin Endate vid Kitami-observatoriet. Den är uppkallad efter Tomokazu Kogure.
Asteroiden har en diameter på ungefär 8 kilometer och den tillhör asteroidgruppen Astraea.